# Estnischer Fußballpokal 2001/02
Der Estnische Fußballpokal 2001/02 war die zwölfte Austragung des estnischen Pokalwettbewerbs der Männer. Das Finale fand am 31. Mai 2002 statt.
Pokalsieger wurde der FC Levadia Tallinn. Titelverteidiger JK Trans Narva schied im Halbfinale gegen den späteren Sieger aus.

## Teilnehmende Teams
- Meistriliiga (8 Teams): FC Flora Tallinn, FC Kuressaare, FC Levadia Maardu, FC Levadia Tallinn, FC Lootus Kohtla-Järve, JK Trans Narva, FC TVMK Tallinn, Viljandi JK Tulevik

- Esiliiga (7 Teams): FC Elva, HÜJK Emmaste, JK Kalev Sillamäe, FC Levadia Pärnu, JK Merkuur Tartu, JK Pärnu Tervis, FC Valga

- II Liiga (2 Teams): Muhumaa JK, FC Lelle

- III Liiga (1 Team): FC Hansa United

## 1. Runde
Teilnehmer: Zwei Teams der drittklassigen II Liiga, ein Team der III Liga, sowie drei Zweitligisten.
| Datum      |                 | Ergebnis |                   |
| ---------- | --------------- | -------- | ----------------- |
| 02.09.2001 | FC Lelle        | 0:9      | FC Levadia Pärnu  |
| 02.09.2001 | Muhumaa JK      | 2:6      | JK Kalev Sillamäe |
| 02.09.2001 | FC Hansa United | 2:3      | HÜJK Emmaste      |

## 2. Runde
Alle Zweitligisten hatten Heimrecht gegen die Erstligisten 2001.
| Datum      |                   | Ergebnis  |                        |
| ---------- | ----------------- | --------- | ---------------------- |
| 07.10.2001 | JK Pärnu Tervis   | 0:7       | Viljandi JK Tulevik    |
| 07.10.2001 | JK Kalev Sillamäe | 2:3       | FC Levadia Tallinn     |
| 07.10.2001 | HÜJK Emmaste      | 1:5 n. V. | JK Trans Narva         |
| 07.10.2001 | FC Levadia Pärnu  | 0:2       | FC Levadia Maardu      |
| 09.10.2001 | FC Elva           | 1:2 n. V. | FC Lootus Kohtla-Järve |
| 09.10.2001 | FC Valga          | 1:3 n. V. | FC TVMK Tallinn        |
| 09.10.2001 | JK Merkuur Tartu  | 7:4 n. V. | FC Kuressaare          |
|            | FC Flora Tallinn  |           | Freilos                |

## Viertelfinale
JK Merkuur Tartu war der letzte verbliebene Zweitligist.
| Datum             |                        | Gesamt    |                     | Hinspiel | Rückspiel |
| ----------------- | ---------------------- | --------- | ------------------- | -------- | --------- |
| 09.04./22.04.2002 | JK Merkuur Tartu       | 04:10     | JK Trans Narva      | 2:3      | 2:7       |
| 09.04./22.04.2002 | FC Lootus Kohtla-Järve | 3:7       | FC TVMK Tallinn     | 1:4      | 2:3       |
| 09.04./22.04.2002 | FC Levadia Maardu      | 3:0       | Viljandi JK Tulevik | 2:0      | 1:0       |
| 09.04./22.04.2002 | FC Flora Tallinn       | (a)3:3(a) | FC Levadia Tallinn  | 2:2      | 1:1       |

## Halbfinale
| Datum             |                   | Gesamt    |                    | Hinspiel | Rückspiel |
| ----------------- | ----------------- | --------- | ------------------ | -------- | --------- |
| 05.05./21.05.2002 | JK Trans Narva    | 2:3       | FC Levadia Tallinn | 1:1      | 1:2       |
| 05.05./21.05.2002 | FC Levadia Maardu | (a)3:3(a) | FC TVMK Tallinn    | 1:1      | 2:2       |

## Finale
| Paarung            | FC Levadia Tallinn – FC Levadia Maardu |
| Ergebnis           | 2:0 (1:0) |
| Datum              | 31. Mai 2002 |
| Stadion            | A. Le Coq Arena, Tallinn |
| Zuschauer          | 200 |
| Schiedsrichter     | Sten Kaldma |
| Tore               | 1:0 Ruslan Jagudin (43.) 2:0 Ruslan Jagudin (84.) |
| FC Levadia Tallinn | Janno Hermanson – Tihhon Šišov, Vitali Valuiski, Aleksejs Pašins, Juri Leitan – Dalius Staleliunas, Aleksandr Dmitrijev, Andrei Timofejev, Pavel Apalinski – Sergei Dõmov, Ruslan Jagudin (90.+2' Aleksandr Kuslap) Cheftrainer: Valeri Bondarenko               |
| FC Levadia Maardu  | Artur Kotenko – Eduard Vinogradov, Igor Prins (77. Eduard Ratnikov), Sergei Hohlov-Simson, Dmitri Kulikov – Maksim Rõtškov, Vadim Dolinin (65. Serhiy Chopyk), Indro Olumets, Vitali Leitan – Mark Švets, Argo Arbeiter Cheftrainer: Pasi Rautiainen ( Finnland) |
| Gelbe Karten       | Vitali Valuiski, Juri Leitan, Aleksandr Dmitrijev – Dmitri Kulikov, Maksim Rõtškov |